# Episodi di Buffy l'ammazzavampiri (quinta stagione)
La quinta stagione della serie televisiva Buffy l'ammazzavampiri, composta da 22 episodi, è andata originariamente in onda negli Stati Uniti sul canale The WB dal 26 settembre 2000 al 22 maggio 2001.
| nº | Titolo originale        | Titolo italiano      | Prima TV USA      | Prima TV Italia  |
| -- | ----------------------- | -------------------- | ----------------- | ---------------- |
| 1  | Buffy vs. Dracula       | Il morso del vampiro | 26 settembre 2000 | 30 aprile 2001   |
| 2  | Real Me                 | Un invito pericoloso | 3 ottobre 2000    | 1º maggio 2001   |
| 3  | The Replacement         | Due gocce d'acqua    | 10 ottobre 2000   | 2 maggio 2001    |
| 4  | Out of My Mind          | Fuori di testa       | 17 ottobre 2000   | 3 maggio 2001    |
| 5  | No Place Like Home      | Casa, dolce casa     | 24 ottobre 2000   | 4 maggio 2001    |
| 6  | Family                  | La famiglia          | 7 novembre 2000   | 7 maggio 2001    |
| 7  | Fool for Love           | Pazzi d'amore        | 14 novembre 2000  | 8 maggio 2001    |
| 8  | Shadow                  | L'ombra              | 21 novembre 2000  | 9 maggio 2001    |
| 9  | Listening to Fear       | Il meteorite         | 28 novembre 2000  | 10 maggio 2001   |
| 10 | Into the Woods          | Ultimatum            | 19 dicembre 2000  | 11 maggio 2001   |
| 11 | Triangle                | Il triangolo         | 9 gennaio 2001    | 14 maggio 2001   |
| 12 | Checkpoint              | Il controllo         | 23 gennaio 2001   | 15 maggio 2001   |
| 13 | Blood Ties              | Legami di sangue     | 6 febbraio 2001   | 16 maggio 2001   |
| 14 | Crush                   | Cotta                | 13 febbraio 2001  | 17 maggio 2001   |
| 15 | I Was Made to Love You  | La ragazza dei sogni | 20 febbraio 2001  | 18 maggio 2001   |
| 16 | The Body                | Un corpo freddo      | 27 febbraio 2001  | 18 febbraio 2003 |
| 17 | Forever                 | Per sempre           | 17 aprile 2001    | 18 febbraio 2003 |
| 18 | Intervention            | Pronto intervento    | 24 aprile 2001    | 25 febbraio 2003 |
| 19 | Tough Love              | Contrasti d'amore    | 1º maggio 2001    | 25 febbraio 2003 |
| 20 | Spiral                  | Spirale di violenza  | 8 maggio 2001     | 4 marzo 2003     |
| 21 | The Weight of the World | Il peso del mondo    | 15 maggio 2001    | 4 marzo 2003     |
| 22 | The Gift                | Il dono              | 22 maggio 2001    | 11 marzo 2003    |

- Interpreti principali: Sarah Michelle Gellar (Buffy Summers), Nicholas Brendon (Xander Harris), Alyson Hannigan (Willow Rosenberg), Emma Caulfield (Anya Jenkins), episodi 1-10 Marc Blucas (Riley), James Marsters (Spike), episodi 2-22 Michelle Trachtenberg (Dawn Summers), Anthony Stewart Head (Rupert Giles)

## Il morso del vampiro
- Titolo originale: Buffy vs. Dracula
- Diretto da: David Solomon
- Scritto da: Marti Noxon (soggetto); Joss Whedon (sceneggiatura)

### Trama
Buffy è a letto con Riley ma nel cuore della notte si alza e va a caccia di vampiri, poi torna a letto come se niente fosse. Due spedizionieri portano in un maniero a Sunnydale una cassa dalla quale esce un vampiro che li uccide entrambi, poi il vampiro incontra Buffy in un cimitero, rivelandosi essere Dracula, benché egli fosse ritenuto solo un mito. Dracula conosce la Cacciatrice, anche il suo nome, affermando che Buffy non ha ancora preso pienamente coscienza della sua natura di Cacciatrice, spiegandole che quello che possiede è un potere che ha origini oscure, infine si trasforma in un pipistrello e vola via.
Anya in passato conosceva Dracula, afferma che batterlo non è facile, egli infatti possiede poteri diversi rispetto a quelli degli altri vampiri. Riley va nella cripta di Spike chiedendogli qualche informazione su Dracula, effettivamente lui e Spike erano stati rivali, tuttavia quest'ultimo scoraggia Riley dall'affrontarlo, è un avversario fuori della sua portata. 
Dracula riesce ad asservire Xander, inoltre mentre Buffy è a dormire a casa della madre Dracula entra nella sua camera da letto dato che Joyce lo aveva invitato a entrare. Dracula afferma che Buffy è una creatura oscura sua pari, sa che Angel l'aveva morsa in passato e che lei ne preserva ancora il ricordo, affermando però che Angel è un essere indegno, Buffy si fa soggiogare da Dracula il quale la morde. Il giorno dopo Riley nota il foulard che Buffy porta al collo, glielo toglie e vede il segno del morso di Dracula. Giles spiega a tutti che Dracula trasforma gli umani in vampiri come tutti i suoi simili, ma la differenza è che prima ama sedurre le sue prede in modo che siano loro a volerlo.
Riley fatica a nascondere il proprio disagio, non ha mai superato il proprio complesso di inferiorità nei confronti di Angel, e il fatto che Buffy si sia fatta mordere da Dracula è per lui la conferma che la propria fidanzata è attratta da uomini che possiedono un lato oscuro. Xander, soggiogato da Dracula, conduce Buffy nel suo maniero, arrivano poi Giles e Riley, quest'ultimo colpisce Xander con un pugno mettendolo al tappeto.
Dracula fa bere a il proprio sangue a Buffy, e lei inaspettatamente riesce a liberarsi del controllo che lui esercitava sulla Cacciatrice, Buffy affronta Dracula sconfiggendolo, liberando così anche Xander del controllo del vampiro. Buffy confessa a Giles che da quando ha interagito con la Prima Cacciatrice, tutte le notti va a caccia di vampiri, quasi come se fosse il proprio istinto a guidarla, in fondo è consapevole che Dracula aveva ragione, lei conosce la propria natura di Cacciatrice in modo ancora approssimativo, e anche se Giles non è più il suo Osservatore, ci terrebbe che quest'ultimo riprenda ad allenarla, ora vuole diventare più forte. Buffy torna a casa e inaspettatamente fa la sua comparsa Dawn, la sorella minore di Buffy finora mai apparsa.
- Altri interpreti: Michelle Trachtenberg (Dawn Summers), Rudolf Martin (Dracula), Amber Benson (Tara Maclay), Kristine Sutherland (Joyce Summers), Scott Berman (Magazziniere #2), Edward James Gage (Magazziniere n. 1), Leslee Jean Matta (Vampira #2), Marita Schaub (Vampira #1), Jennifer Slimko (Vampira #3), Hila Levy (Bella ragazza [non accreditato])
- Musiche:
  - quando i ragazzi sono sulla spiaggia si sente Finding Me dei Vertical Horizon.

## Un invito pericoloso
- Titolo originale: Real Me
- Diretto da: David Grossman
- Scritto da: David Fury

### Trama
Dawn è la sorella quattordicenne di Buffy, fino ad ora non era mai apparsa eppure tutti si comportano come se la conoscessero da sempre, il rapporto tra le sorelle Summers non è dei migliori: Buffy non sopporta di trascorrere il proprio tempo con lei perché odia che Joyce sia più protettiva con Dawn di quanto lo sia con lei, invece Dawn odia che la sorella maggiore la tratti come una ragazzina insulsa.
Giles sottopone Buffy a una nuova sessione di allenamento, insegnandole alcune tecniche di meditazione, anche se ciò comporta che Buffy dovrà dedicare meno tempo a Riley e Willow. Harmony torna a Sunnydale e ora è a capo di un gruppo di vampiri, uccidono il proprietario del Magic Box, un negozio d articoli magici.
Dawn viene avvicinata da un uomo affetto da disturbo mentale che guardandola afferma che la giovane Summers non appartiene a questo mondo lasciandola decisamente turbata. Harmony e i suoi seguaci catturano Dawn, a quel punto Buffy scopre da Spike (dopo averlo picchiato) dove si nasconde il loro covo, uccide tutti i vampiri a eccezione di Harmony che fugge via, e porta in salvo Dawn. Giles decide di acquistare il Magic Box e di farne il proprio negozio.
- Altri interpreti: Mercedes McNab (Harmony Kendall), Bob Morrisey (Vagabondo), Amber Benson (Tara Maclay), Kristine Sutherland (Joyce Summers), Faith S. Abrahams (Peaches), Chaney Kley (Brad), Tom Lenk (Cyrus), Brian Turk (Mort)

## Due gocce d'acqua
- Titolo originale: The Replacement
- Diretto da: James A. Contner
- Scritto da: Jane Espenson

### Trama
Una nuova minaccia arriva a Sunnydale: si tratta del demone Toth intenzionato a colpire Buffy con un'arma in grado di sdoppiarla, dividendola in una parte di pura Cacciatrice e una di pura ragazza per poterla eliminare più facilmente. Il raggio colpisce Xander che resta svenuto nella discarica per un po' di tempo. Nel frattempo un altro Xander, si impossessa della sua vita, ingannando tutti. Quando Xander torna a casa trova l'altro Xander, elegante ed educato con Anya e scopre che ha ottenuto una promozione. Cerca di farsi riconoscere, e la gang vorrebbe eliminare l'altro Xander, ma capiscono che in realtà non sono due Xander, ma lo stesso Xander diviso: nella parte brillante, abile e spigliata e quella goffa, insicura e sfigata. 
Alla fine Buffy e Riley affrontano Toth, il quale muore quando Buffy lo trafigge con una spada. Willow e Giles preparano l'incantesimo che permette ai due Xander di tornare a essere una sola persona. Alla fine dell'episodio, mentre Riley aiuta Xander con il trasloco dato che lui e Anya si trasferiscono in una casa tutta loro, gli rivela di essere fortunato ad avere Buffy e di amarla molto, ma che lei non ama lui.
- Altri interpreti: Michael Bailey Smith (Toth), Kristine Sutherland (Joyce Summers), Cate Cohen (Manager del palazzo), Kelly Donovan (Xander Double), Fritz Greve (Operaio edile), David Reivers (Foreman)

## Fuori di testa
- Titolo originale: Out of My Mind
- Diretto da: David Grossman
- Scritto da: Rebecca Kirshner

### Trama
Buffy, Spike e Riley affrontano dei vampiri in un cimitero e li sconfiggono, Buffy trova strano che Riley sia così forte da poter rivaleggiare con la forza dei vampiri. Xander aiuta Giles con i lavori di ristrutturazione del Magic Box, hanno preparato anche una palestra per Buffy dove lei potrà allenarsi. Joyce sviene quando era in compagnia di Dawn e viene portata all'ospedale per degli accertamenti. Nella clinica conoscono Ben, un giovane internista che tiene Joyce in osservazione, ad un tratto Dawn, con lo stetoscopio di Ben, sente il battito cardiaco di Riley, fin troppo accelerato. 
A Riley viene diagnosticata una tachicardia con una pulsazione di 150 battiti al minuto, il suo cuore rischia il collasso, ma lui non sembra preoccuparsene. Buffy fa chiamare Graham il quale le spiega che Riley ha un eccesso di adrenalina (la colpa è dei farmaci che Walsh gli somministrava) è per questo che Riley è così forte, tuttavia hanno chiamato un cardiologo che lo opererà. Riley però fugge, non vuole rinunciare alla sua super forza, il dottore che dovrebbe operarlo mette in guardia Graham perché Riley è a uno stato critico, deve essere operato d'urgenza, anche se Riley si fosse sottoposto prima all'operazione le sue possibilità di sopravvivenza sarebbero state poche.
Buffy chiede a Spike di aiutarla a trovare Riley, ma quando il vampiro scopre che il cardiologo lavora per il Commando, decide di sua iniziativa di rapirlo con l'aiuto di Harmony affinché lo costringa a rimuovergli il chip che ha nel cervello, quello che gli impedisce di far del male agli esseri umani. Intanto Buffy trova Riley e tenta di convincerlo a sottoporsi all'operazione, lui si rifiuta di farlo, non vuole perdere la sua forza temendo che ciò non gli consentirebbe di stare al fianco di Buffy, quest'ultima crede che Riley sia ossessionato dal dover rivaleggiare con Angel, ma in realtà Riley le spiega che è lei il problema: Buffy sta diventando sempre più forte e teme che prima o poi lo lascerà. Buffy trova offensive le sue parole giurandogli di essersi aperta con lui come non ha mai fatto con nessun altro, ha bisogno di lui e non le importa nulla della sua forza, a quel punto Riley accetta di farsi operare ma è evidente che lui non riesce ad accettare l'amore di Buffy perché ne è troppo spaventato.
Intanto il chirurgo estrae dal cervello di Spike il chip, sopraggiungono Buffy e Riley, quest'ultimo affronta Harmony ma poi inizia a sentirsi male a causa di un malore, Spike aggredisce Buffy ma avverte un forte dolore al cervello: il chirurgo è riuscito a ingannarlo, non gli ha rimosso in chip, e in ogni caso non è un neurochirurgo, anche volendolo non sapeva come estrarlo. Harmony e Spike fuggono, intanto il dottore opera Riley con successo, ma le cose tra lui e Buffy non stanno migliorando, infatti si stanno allontanando. Graham propone a Riley di tornare al Commando, ma egli rifiuta, non vuole lasciare Buffy e Sannydale, tuttavia Graham cerca di fargli capire che, restando al fianco di Buffy, lui occuperà sempre un ruolo secondario, ciò di cui Riley ha bisogno è di uno scopo a cui dedicarsi.
Buffy va a trovare Spike nella sua cripta con l'intento di ucciderlo, tuttavia Spike non intende impedirglielo, addirittura la incoraggia a farlo, ma i due si baciano con passione e Spike dopo averle detto "Ti amo" si sveglia, infatti era solo un sogno, ormai Buffy è diventata la sua ossessione.
- Altri interpreti: Mercedes McNab (Harmony Kendall), Bailey Chase (Graham Miller), Charlie Weber (Ben), Time Winters (dott.. Overheiser), Amber Benson (Tara Maclay), Kristine Sutherland (Joyce Summers), Dierdre Holder (dottore dell'ospedale), Erik Betts (agente Brown [non accreditato]), Christopher Leps (agente Goodman [non accreditato]);
- Musiche:
  - mentre Riley gioca a basket si sente Breath dei Nickelback.

## Casa, dolce casa
- Titolo originale: No Place Like Home
- Diretto da: David Solomon
- Scritto da: Douglas Petrie

### Trama
Due mesi prima: dei frati, in un monastero, fuggono terrorizzati, qualcuno di estremamente pericoloso li sta inseguendo, loro custodiscono qualcosa che chiamano "la Chiave" e dunque per metterla al sicuro dal loro inseguitore la fanno sparire.
Buffy non sopporta sua sorella, la trova scocciante e inopportuna, la cosa prende una brutta piega quando Dawn, senza volerlo, umilia Riley rivelandogli che Buffy non vuole più farsi fiancheggiare da lui in battaglia dato che, non possedendo più la forza di prima, non le sarebbe più di aiuto. Giles inaugura il proprio Magic Box, che attira molta clientela, vedendo che Anya gestisce bene gli articoli in vendita e i clienti, la assume come commessa. 
Buffy inizia a sospettare che dietro la malattia di Joyce ci sia una maledizione magica, forse opera di un suo nemico, a quel punto Anya le suggerisce un incantesimo chiamato Tirer la Couverture che le permetterebbe di entrare in trance e captare la presenza della magia, in effetti per merito dell'addestramento di Giles ora lei è preparata per gestire un incantesimo di questa portata. Buffy esegue l'incantesimo in casa sua, e nella fase di trance non percepisce nulla che possa suggerirle che la madre sta male per via di qualche artefatto magico, ma in compenso nota un'altra cosa: in tutte le foto in cui appare Dawn quest'ultima scompare e riappare in fasi alternate, poi Buffy entra nella camera da letto della sorellina e vede Dawn sfocata, adesso ha capito che lei non è reale ma solo frutto della magia, Buffy addirittura teme che Dawn voglia fare del male a Joyce arrivando quasi ad aggredirla.
Buffy, in un magazzino abbandonato, presta aiuto a un frate che è stato torturato da un demone molto potente di nome Glory, che si presenta come una donna avvenente, lei vuole sapere dal frate dove si trova la Chiave, ma egli si è rifiutato di rivelarglielo. Buffy affronta Glory ma lei è estremamente più forte della Cacciatrice, Buffy non ha altra scelta e scappa via con il frate che però non riuscirà a sopravvivere, infatti è troppo debole a causa delle torture subite da Glory. Il frate spiega a Buffy che Glory voleva da lui la Chiave, una fonte di energia capace di aprire un portale, essa non ha mai avuto una forma corporea e i frati hanno custodito per tanto tempo la Chiave, ma quando Glory voleva appropriarsene, per mettere la Chiave al sicuro le hanno dato una forma fisica e hanno deciso di affidarla a Buffy, sapendo che solo la Cacciatrice poteva difenderla.
Buffy capisce che la Chiave è Dawn, è questo che l'incantesimo del Tirer la Couverture stava cercando di farle capire, il frate ammette che tutti i ricordi di Dawn non sono reali, così come tutti i ricordi che Buffy e coloro che le stanno vicino hanno su di lei, sono stati i frati a distorcere la percezione della realtà attorno a Dawn e quest'ultima non ha idea di essere la Chiave. Buffy non vuole assumersi la responsabilità di proteggere Dawn, ma il frate prima di morire le spiega che ormai Dawn, essenzialmente, è un'umana nonché una creatura indifesa. Buffy torna a casa e mentre Dawn si siede sul proprio letto, Buffy si scusa con lei per come l'aveva trattata, si siede accanto a lei trattandola con affetto e dolcezza.
- Altri interpreti: Clare Kramer (Glory), Charlie Weber (Ben), Ravil Isyanov (Monaco), Kristine Sutherland (Joyce Summers), Paul Hayes (Guardiano notturno più anziano), Staci Lawrence (Cliente), John Sarkisian (Vecchio monaco), James Wellington (Guardiano notturno), Pavel Lychnikoff (Monaco [non accreditato]), Scott L. Schwartz (Vampiro motociclista [non accreditato])

## La famiglia
- Titolo originale: Family
- Diretto da: Joss Whedon
- Scritto da: Joss Whedon

### Trama
È il ventesimo compleanno di Tara, la quale riceve a sorpresa una visita dalla propria famiglia, infatti è arrivato suo padre accompagnato da Donny, il fratello di Tara, e dalla cugina Beth, i quali appaiono come persone rigide e prepotenti, vogliono che Tara ritorni a casa con loro, perché soltanto la famiglia saprebbe come contenere la sua maledizione: tutte le donne della famiglia Maclay arrivate ai 20 anni diventano dei demoni.
Buffy lascia il dormitorio per tornare a vivere con Joyce, vuole proteggere Dawn, ma proferisce non raccontare niente a Riley (infatti solo a Giles ha rivelato la verità sulla natura di Dawn). Anche se Riley è ben disposto a dare il proprio sostegno alla sua fidanzata, Buffy preferisce non coinvolgerlo, ormai Riley si sta rassegnando al fatto che Buffy non vede in lui una persona su cui contare.
Nella clinica ospedaliera di Sunnydale stanno aumentando i casi di ricovero di persone affette da disturbo mentale, Ben va nello spogliatoio e un demone Lei-ach tenta di aggredirlo, ma Ben scompare e fa la sua apparizione Glory, che cattura il Lei-ach il quale le rivela che Buffy, la ragazza che prima aveva affrontato, è la Cacciatrice, quindi Glory costringe il Lei-ach a radunare i suoi simili in modo che possano affrontare Buffy e ucciderla.
Tara non vuole abbandonare Willow e i suoi amici, Beth tenta in maniera meschina di farla sentire in colpa affermando che lei sta abbandonando la propria famiglia. Il timore di Tara è che se i suoi nuovi amici vedessero il suo lato demoniaco potrebbe perdere il loro affetto, quindi fa un incantesimo a Buffy, Dawn, Giles, Anya, Willow e Xander facendo sì che non vedano nessuna essenza demoniaca. Intanto Harmony rivela a Spike di aver sentito delle voci secondo cui dei demoni Lei-ach attaccheranno Buffy e i suoi amici, quindi Spike corre da lei per salvarla.
I Lei-ach raggiungono il Magic Box e come conseguenza dell'incantesimo di Tara, né Buffy né i suoi amici riescono a vederli, interviene Spike che aiuta Buffy ad affrontare i demoni, Tara fortunatamente inverte l'incantesimo, adesso i Lei-ach sono visibili, quindi Buffy e Spike li uccidono. La famiglia di Tara le impone di lasciare Sunnydale in modo che possano prendersi cura di lei, ma Willow non vuole separarsi da Tara la quale in fondo desidera soltanto restare con Willow e gli amici. A quel punto Donny minaccia di violenza la sorella ma Buffy, Dawn, Giles e Xander sono pronti a difenderla.
Anya domanda ai parenti di Tara in che tipo di demone lei dovrebbe trasformarsi, ciò li mette in difficoltà, è infatti evidente che non sanno cosa rispondere, tanto che Spike si insospettisce e dunque colpisce Tara con un pugno, Spike avverte dolore alla testa per via del chip, ciò elimina ogni dubbio, in Tara non c'è traccia demoniaca. Spike ha capito che non hanno fatto altro che mentire, si sono inventati questa storia solo per imporre il loro dominio sulle donne della famiglia in modo da renderle insicure e servili. I parenti di Tara lasciano Sunnydale, mentre al Bronze, Tara festeggia il compleanno con Willow e gli amici.
- Altri interpreti: Mercedes McNab (Harmony Kendall), Clare Kramer (Glory), Charlie Weber (Ben), Amy Adams (Beth Maclay), Steve Rankin (Mr. Maclay), Amber Benson (Tara Maclay), Ezra Buzzington (Barista), Peggy Goss (Cittadino pazzo), Megan Gray (Sandy), Torry Pendergrass (Damon), Kevin Rankin (Donny Maclay), Brian Tee (Interno ospedaliero)
- Musiche:
  - quando Riley parla con la ragazza-vampira al bar si sente Tears Are in Your Eyes dei Yo La Tengo.

## Pazzi d'amore
- Titolo originale: Fool for Love
- Diretto da: Nick Marck
- Scritto da: Douglas Petrie

### Trama
Con dei flashback conosciamo meglio il passato di Spike, quando era ancora un umano di nome William, nel 1880 a Londra egli era un poeta ma per nulla apprezzato, le sue poesie erano così brutte che le persone gli avevano dato il soprannome di "William il Sanguinario" lui era innamorato di Cecily Underwood che però reputandolo indegno di lei lo rifiutò, poi conobbe Drusilla che trasformò William in un vampiro.
Buffy in un cimitero combatte contro un vampiro non particolarmente forte che però riesce a ferirla all'addome con il suo stesso paletto, interviene Riley che mette in fuga il vampiro che comunque ruba il paletto con cui ha ferito la Cacciatrice. Buffy spiega a Giles che vuole comprendere le ragioni che portano le Cacciatrici a morire, quindi chiede qualche informazione a Spike dato che ne uccise persino due, lui la porta al Bronze e le racconta di come si fosse evoluta la sua vita dopo che divenne un vampiro, in effetti William, Drusilla, Darla e Angel divennero un gruppo ma quest'ultimo era tentato di uccidere William (che ormai aveva deciso di cambiare nome in Spike) perché egli con la sua avventatezza stava attirando troppo l'attenzione costringendo tutto il gruppo a nascondersi dai loro persecutori, Angel cercava sempre omicidi facili al contrario di Spike voleva avversari degni di lui, e quando Angel gli rivelo dell'esistenza della Cacciatrice, colei che era temuta dai vampiri, Spike decise di ucciderla.
Spike prosegue il proprio racconto, la prima Cacciatrice la uccise in Cina nel 1900 durante la Ribellione dei Boxer, Angel arrivò a congratularsi con lui anche se era visibilmente infastidito dal successo di Spike, mentre la seconda Cacciatrice, Nikki, la uccise a New York nel 1977 e dopo averle tolto la vita si prese anche la sua giacca, quella che Spike indossa tutt'ora. Spike rivela infine il segreto a Buffy: ogni Cacciatrice agogna la morte per poter finalmente mettere fine alla paura e ai dubbi che convivere col pensiero che ogni giorno potrebbe essere l'ultimo comporta. Ed è stato questo il motivo per cui lui le ha uccise, non per come ha combattuto, ma perché c'è sempre stato un momento nella loro battaglia in cui hanno desiderato di morire e lui ha colto quell'attimo. Spiega inoltre alla Cacciatrice che il motivo per cui è ancora viva sono i legami che la spingono a desiderare di continuare a vivere, ma che presto o tardi quel desiderio di morte coglierà anche lei. Spike tenta di sedurre Buffy, ma lei lo respinge con aggressività, affermando che Spike è solo un essere "inferiore" lo stesso appellativo che con cui Cecily si rivolse a lui quando lo rifiutò.
Riley stana il vampiro che aveva ferito Buffy nel suo covo, che intanto si vantava di aver quasi ucciso la Cacciatrice con il paletto. Riley uccide il vampiro e si riprende il paletto, gli altri vampiro tentano di attaccarlo ma Riley li fa saltare in aria con una granata. Intanto Spike, armato di fucile e incapace di ragionare lucidamente, decide andare a casa di Buffy e di spararle, vuole ucciderla, è consapevole che il chip si azionerà, causerà al suo cervello un dolore che durerà per due ore, ma è disposto ad accettarlo pur di eliminare la sua nemica.
Con altri flashback si scopre per quale motivo tra Spike e Drusilla è finita, si erano trasferiti in Sudamerica e Drusilla lo tradiva con altri demoni, per lei era solo un espediente per compensare il fatto che Spike era distante, lui era ossessionato da Buffy e dal fatto che non fosse riuscito a ucciderla.
Joyce spiega a Buffy che passerà la notte in ospedale, vogliono farle una TAC, è probabile che abbia un tumore ma probabilmente è solo a uno stadio iniziale. Spike, raggiunge la casa di Buffy e vedendola soffrire a causa della madre, mette via il fucile, si avvicina a lei e le dà il proprio conforto, ormai si è innamorato di Buffy. 
- Altri interpreti: David Boreanaz (Angel), Mercedes McNab (Harmony Kendall), Julie Benz (Darla), Juliet Landau (Drusilla), Kristine Sutherland (Joyce Summers), Chris Daniels (Demone pugnalante), Ken Feinberg (Demone del caos), Edward Fletcher (Festaiolo #1), Steve Heinze (Vampiro #1), Matthew Lang (Festaiolo #2), Katharine Leonard (Festaiola), Ming Liu (Slayer cinese), Kali Rocha (Cecily Underwood), April Weeden-Washington (Nikki Wood)
- Musiche:
  - quando Spike viene respinto si sente A Midsummer Night's Dream di Felix Mendelssohn.

## L'ombra
- Titolo originale: Shadow
- Diretto da: Daniel Attias
- Scritto da: David Fury

### Trama
Joyce si reca in ospedale per una TAC che rivela un'ombra nel suo cervello: un glioma nell'emisfero sinistro, per adesso è ancora benigno, non c'è modo di sapere se guarirà o meno. Riley arriva quasi a uccidere Spike bruciandolo vivo con la luce del sole quando il vampiro lo provoca rivelandogli che le condizioni di salute di Joyce stanno peggiorando dal momento che Buffy non lo aveva confidato al fidanzato, Spike demoralizza Riley affermando che lui non è l'uomo giusto per Buffy.
Giles, Xander, Willow, Anya e Tara cercano informazioni su Glory, ma non trovano nulla, tanto che Tara ipotizza che il demone deve essere talmente antico che è esistito prima della parola scritta. Glory si presenta al Magic Box, dal momento che Giles non l'aveva mai conosciuta di persona, credendola una semplice cliente, le vende degli articoli. Successivamente quando Anya legge la ricevuta d'acquisto rimprovera Giles per averle venduto la Pietra Sanguigna e l'Amuleto Khul perché questi due elementi insieme servono a invocare la magia nera secondo i riti dei Sobekiti, Willow li aveva già sentiti nominare, erano una setta che praticava la magia nell'Antico Egitto, adesso Giles ha compreso che quella donna era Glory.
Buffy propone di usare la magia per guarire Joyce, ma Riley prova a scoraggiarla non ritenendo giusto adoperare la magia per guarire una malattia, Buffy però gli risponde in maniera sgarbata, tuttavia anche Tara e Giles sono costretti a scoraggiarla, la magia è la medicina non sono compatibili e gli effetti collaterali sono imprevedibili. Purtroppo Anya rivela a Buffy degli articoli magici che Glory ha acquistato, servono per un incantesimo che ha lo scopo di trasmogrificare un animale, ovvero trasformarlo in una creatura demoniaca.
Glory va in uno zoo e prede un serpente, arriva Buffy che affronta la nemica ma Glory riesce a batterla senza il minimo sforzo mentre il suo servo esegue l'incantesimo trasformando il serpente in un demone, Glory ordina alla creatura di trovare la Chiave. Il serpente va al Magic Box, proprio lì c'è Dawn che non appena vede il mostro si mette a urlare dalla paura, il serpente si blocca e poi va via, infatti ha identificato in Dawn la Chiave, ora si sta dirigendo alla villa di Glory per avvertirla. Giles, alla guida della propria auto, insegue il serpente insieme a Buffy, lo raggiungono e la Cacciatrice uccide il mostro soffocandolo con una catena impedendogli di rivelare a Glory la vera identità della Chiave.
Riley trova inaccettabile che Buffy avesse affrontato Glory senza chiedergli aiuto, ormai ha capito che Buffy può fare a meno di lui. In un bar conosce una ragazza, che si rivela essere un vampiro, le consente di morderlo al collo, cosa che sembra generare in lui uno stato di eccitazione, per poi ucciderla con un paletto. Riley va in ospedale per dare un po' di sostegno a Buffy, ma lei per orgoglio non vuole esprimergli la frustrazione che prova preferendo stare insieme a Joyce e Dawn, ormai Riley sta accettando con rassegnazione che Buffy non vede in lui un confidente. 
- Altri interpreti: Clare Kramer (Glory), Charlie Weber (Ben), Kevin Weisman (Dreg), William Forward (Dottore), Amber Benson (Tara Maclay), Kristine Sutherland (Joyce Summers), Megan Gray (Sandy), Randy Thompson (dott.. Kriegel [non accreditato])

## Il meteorite
- Titolo originale: Listening to Fear
- Diretto da: David Solomon
- Scritto da: Rebecca Kirshner

### Trama
Dato che Buffy è occupata in ospedale accudendo la madre, Giles, Willow e Xander pattugliano il cimitero al suo posto e uccidono dei vampiri, Riley avrebbe dovuto unirsi a loro ma ha trascorso la notte con una donna, un vampiro, che si è nutrita del suo sangue. Buffy convince il medico curante di sua madre a darle il permesso di portare Joyce a casa prima dell'intervento, intanto all'ospedale un uomo affetto da una malattia mentale guarda Dawn accusandole di non essere reale spaventandola, Ben confessa a Buffy che i numeri dei ricoveri da disturbo mentale è in crescita, l'ospedale fatica a trovare i mezzi per aiutarli tutti. 
Willow e Tara vedono un meteorite cadere su Sunnydale, quindi le due streghe raggiungono il punto di caduta accompagnate da Xander, Giles, Anya e Riley, quest'ultimo si avvicina al meteorite il quale non emette radiazioni inoltre è cavo. Anya e Willow capiscono che non è un meteorite ma un involucro con il quale un demone ha appena raggiunto la Terra. Il gruppo trova il cadavere di un uomo, è lo stesso paziente che soffre di disturbo mentale che aveva parlato con Dawn in ospedale, è stata la creatura che si è liberata dall'involucro a ucciderlo. Riley avvisa il Commando e dunque Graham, accompagnato dal maggiore Ellis, raggiungono Sunnydale, dato che il mostro emana una scia di radiazioni cercano di localizzarlo attraverso un contatore Geiger che li conduce all'ospedale di Sunnydale, dove trovano cinque pazienti del reparto di psichiatria uccisi, è stato il mostro.
Xander e Willow si documentano e scoprono che già in passato capitava che dei meteoriti con caratteristiche simili giungevano sulla Terra, venivano chiamati "Sedatori" perché essi erano evocati affinché eliminassero le persone che erano in preda alla follia, il demone infatti uccide solo chi è affetto da malattia di natura mentale. Joyce, mentre è a casa, per via del tumore inizia a delirare, e vedendo Dawn afferma che lei non dovrebbe esistere. Adesso che Joyce ha perso il lume della ragione diventa una preda del mostro, il quale entra in casa con l'intento di ucciderla, ma Buffy lo affronta, interviene Spike che lancia un coltello contro Buffy, lei lo afferra al volo e lo usa per pugnalare a morte il mostro.
Tara fa tenere presente che il mostro poteva giungere sulla Terra solo tramite un'evocazione, infatti l'unica cosa che non hanno ancora capito è chi sia stato a invocarlo. Un servo di Glory si avvicina a Ben e stranamente si rivolge a lui con un modi reverenziali, è consapevole che è stato Ben a evocare il mostro, infatti è per colpa di Glory se le persone stanno impazzendo e Ben aveva evocato quel mostro affinché le uccidesse almeno per rimediare parzialmente ai danni che Glory sta provocando.
Joyce confessa a Buffy che, mentre era confusa per via del suo stato di salute, aveva acquisito una sorta di consapevolezza rivelatoria su Dawn, ormai ha capito che non è sua figlia ma questo non cambia che per lei è una di famiglia, facendo promettere a Buffy che la proteggerà, infine Joyce viene portata in sala operatoria.
- Altri interpreti: Charlie Weber (Ben), Nick Chinlund (Maggiore Ellis), Kevin Weisman (Dreg), Randy Thompson (dott.. Kriegel), Amber Benson (Tara Maclay), Kristine Sutherland (Joyce Summers), April Adams (Infermiera Lampkin), Barbara C. Adside (Creatura), Keith Allan (Ricoverato per malattie mentali magro), Debbie Lee Carrington (Creatura), Paul Hayes (Guardiano notturno più anziano), Erin Leigh Price (Pollastra vampira), Bailey Chase (Graham Miller [non accreditato])

## Ultimatum
- Titolo originale: Into the Woods
- Diretto da: Marti Noxon
- Scritto da: Marti Noxon

### Trama
Buffy felice del successo dell'operazione di sua madre decide di passare un po' di tempo con Riley. Dopo aver fatto l'amore però Riley esce e va in un covo di vampiri, dove ultimamente passa le sue serate. Come tanti altri uomini, paga le vampire per farsi mordere. Nel frattempo Spike, geloso di Riley, scopre il suo segreto e si presenta nel cuore della notte da Buffy per dirle di seguirlo. La porta nel covo dei vampiri dove vede con i suoi occhi il suo ragazzo mentre viene morso. Sconvolta scappa, Giles e Anya spiegano a Buffy che questi covi esistono da tanto tempo: il salasso eccita le persone, e i vampiri ottengono sangue e denaro senza fare vittime e quindi gli umani tollerano la loro presenza evitando di essere cacciati. Buffy, arrabbiata e umiliata, dà fuoco al covo. 
Riley colpisce Spike con un pugno, ma non intende ucciderlo, i due si mettono persino a conversare amichevolmente perché entrambi capiscono di amare Buffy ma nessuno dei due può averla perché Riley non è in grado di soddisfarla mentre Spike probabilmente non riuscirà mai ad avere il suo cuore. Riley torna a casa e trova ad attenderli Graham e Ellis che gli propongono di tornare a lavorare per il Commando, ormai non sono più interessati a catturare i demoni e studiarli per conto del governo, ma solo ucciderli, è prevista una missione in Belize dove dei demoni stanno sterminando degli innocenti, e vorrebbero il suo aiuto, non vogliono forzarlo, la scelta spetta solo a lui.
Poco dopo Riley e Buffy discutono della situazione, lui è mortificato, sa di aver sbagliato anche perché all'inizio era solo una ripicca dato che Buffy si era lasciata mordere da Dracula, ma poi è diventata una dipendenza, il motivo per cui Riley ha fatto una cosa del genere è perché non si sente amato da Buffy. Le dà un ultimatum, se Buffy desidera che Riley resti con lei, dovrà dirglielo, in caso contrario, lascerà Sunnydale tornando a lavorare per il Commando. 
I vampiri del covo, arrabbiati con Buffy la attaccano ma lei li uccide facilmente. Buffy in principio arrabbiata non sa che cosa fare, interviene Xander che le fa prendere atto di quanto lei sia stata egoista con Riley, ha scaricato su di lui i problemi irrisolti con Angel con il risultato che la loro non è mai stata una relazione matura. Xander le fa capire cosa perderebbe lasciando andare Riley, e corre nel bosco, dove dovrebbe giungere l'elicottero per prelevarlo. È troppo tardi, l'elicottero prende il volo, Buffy urla il nome di Riley ma quest'ultimo non riesce a sentirla e quindi lascia Sunnydale con un'espressione triste e rassegnata credendo erroneamente che Buffy non lo amasse abbastanza da salvare il loro amore, ignaro del fatto che Buffy abbia cercato di fermarlo.
- Altri interpreti: Bailey Chase (Graham Miller), Nick Chinlund (Maggiore Ellis), Kristine Sutherland (Joyce Summers), Adam G. (Vampiro duro), Rainy Jo Stout (Vampira vagabonda), Randy Thompson (dott. Kriegel), Emmanuel Xuereb (Whip)
- Musiche:
  - mentre Buffy e Riley ballano insieme si sente Summer Breeze di Emilíana Torrini.

## Il triangolo
- Titolo originale: Triangle
- Diretto da: Christopher Hibler
- Scritto da: Jane Espenson

### Trama
Buffy è ancora triste per la partenza di Riley, anche gli altri membri del gruppo sentono la sua mancanza, in fondo Buffy vorrebbe che Riley tornasse nella speranza di riconciliarsi con lui. Giles si reca in Inghilterra per cercare informazioni su Glory dagli Osservatori, e quindi lascia il Magic Box nelle mani di Anya e Willow. Quest'ultima tenta di creare con la magia un'arma che Buffy potrà usare contro i vampiri, ma per via di Anya che l'aveva distratta durante l'incantesimo, Willow con la propria magia distrugge accidentalmente un cristallo del Magic Box al cui interno era sigillato un troll il quale semina il panico. 
Il troll val al Bronze e lì il mostro riconosce Anya: il suo nome è Olaf, lui e Anya erano amanti, Olaf era solo un contadino, la tradì con un'altra donna e lei per punirlo lo trasformò in un troll, Anya era ancora un'umana ma dopo quell'evento divenne un demone della vendetta. In seguito alcune streghe sigillarono Olaf nel cristallo ma adesso è libero e vuole dare sfogo ai suoi impulsi violenti. 
Willow e Anya tornano al Magic Box per studiare un modo per fermare Olaf, quest'ultimo le raggiunge con l'intento di fare del male a entrambe, arrivano Xander e Buffy che lo affrontano ma Olaf è troppo forte e li sconfigge. Olaf impugna il martello del dio dei troll, è esso che gli dà forza, proprio quando Olaf stava per uccidere Buffy, interviene Anya che riesce a distrarlo, poi Willow con un incantesimo priva Olaf del martello, adesso possiede solo la forza di un troll e quindi Buffy lo affronta riuscendo questa volta a batterlo.
Willow usa la magia per spedire Olaf nella dimensione dei troll. Intanto Giles torna dall'Inghilterra spiegando a Buffy e Joyce che purtroppo gli Osservatori non gli hanno dato informazioni utili su Glory, non hanno idea di che tipo di demone lei sia, tra l'altro Giles si è astenuto dal rivelare agli Osservatori che la Chiave di cui Glory vuole appropriarsi è Dawn.
- Altri interpreti: Abraham Benrubi (Olaf), Amber Benson (Tara Maclay), Kristine Sutherland (Joyce Summers), Ranjani Brow (Giovane suora)
- Musiche:
  - al Bronze quando ci sono Xander e Spike si sente There's No Other Way dei Blur;
  - sempre al Bronze quando arriva il troll si sente Bohemian Like You dei The Dandy Warhols.

## Il controllo
- Titolo originale: Checkpoint
- Diretto da: Nick Marck
- Scritto da: Douglas Petrie (soggetto); Jane Espenson (sceneggiatura)

### Trama
Giles spiega a Buffy che gli Osservatori verranno a Sunnydale, sono disposti a riallacciare l'alleanza che in passato avevano con la Cacciatrice, in modo da concederle le informazioni che hanno raccolto su Glory. Buffy non è molto contenta dato che ha dei brutti trascorsi con gli Osservatori, tuttavia Giles le ricorda che in fondo pure gli Osservatori si impegnano nella lotta contro i demoni, fondamentalmente inseguono obiettivi comuni.
Gli Osservatori, guidati da Quentin Travers, giungono a Sunnydale, le cose non vanno come Giles e Buffy si aspettavano, non sono disposti a condividere con la Cacciatrice le informazioni che hanno su Glory finché non avranno la certezza che Buffy e i suoi amici siano persone affidabili, quindi la sottoporranno a dei test. Glory si sente debole e dunque i suoi servi rapiscono un uomo e lo portano al suo cospetto, Glory assorbe energia dalla mente dell'uomo ritornando in piene forze, l'uomo al contrario perde il senno delirando, questo è il solo modo che ha per alimentare la propria energia.
Gli Osservatori, con prepotenza, chiudono il Magic Box finché il test di Buffy non sarà completato, fanno varie domande a Xander, Anya, Spike, Tara e Willow per capire attraverso loro se Buffy è una combattente forte e affidabile oltre a voler conoscere le specifiche competenze di ognuno di loro. Buffy torna a casa e vede che c'è Glory ad attenerla, si mette a minacciare la Cacciatrice obbligando Dawn ad ascoltare la conversazione, vuole sapere dove si trova la Chaive, ma davanti al silenzio di Buffy decide di andarsene senza fare danni, per adesso il suo è solo un avvertimento ma chiarisce che, se Buffy si ostinerà a mantenere il silenzio, ucciderà Dawn, Joyce e tutti i suoi amici.
Buffy porta Dawn e Joyce nella cripta di Spike, chiedendo al vampiro di proteggerle, anche perché tra Spike e Joyce c'è comunque una buona amicizia. Buffy si dirige al Magic Box per l'esame finale a cui gli Osservatori la sottoporranno ma viene fermata da tre guerrieri che la sfidano, lei li sconfigge senza ucciderli, fanno parte di un gruppo di combattenti conosciuto come i Cavalieri di Bisanzio, loro sono nemici di Glory e vogliono distruggere la Chiave pur di impedire a Glory di impossessarsene, e sapendo che Buffy protegge la Chiave ormai la Cacciatrice è per loro un nemico, troveranno il modo di ucciderla anche perché la loro armata vanta migliaia di cavalieri pronti a combattere.
Buffy va al Magic Box, ma non intende sottoporsi all'esame che Travers aveva in mente per lei, sapendo che era solo una messa in scena per umiliarla preparando per Buffy una prova truccata che non avrebbe superato. Buffy ha iniziato ad avere le idee chiare quando Glory è venuta a casa sua, poteva ucciderla ma invece ha risparmiato la vita alla Cacciatrice, essendo animata da una sicurezza che trae forza dalla consapevolezza del proprio potere, Buffy infatti con un discorso ammonitore, costringe gli Osservatori a reintegrare Giles e a tornare in Inghilterra, se raccoglieranno delle informazioni su Glory dovranno riferirgliele, la realtà dei fatti è che l'autorità degli Osservatori è pressoché inesistente, erano venuti a Sunnydale nella speranza di imporsi su Buffy che però non ha più bisogno di loro. Inoltre Buffy spende belle parole anche sugli amici, infatti Tara e Willow sono due potenti streghe, Anya è stata un demone della vendetta mentre Xander ha accumulato tanta di quella esperienza nella lotta ai vampiri da superare persino gli Osservatori, il loro valore è fuori discussione e non hanno nulla da dimostrare.
Travers è costretto ad accettare con rassegnazione le condizioni imposte da Buffy, quest'ultima infine gli chiede chi è in realtà Glory e a quel punto Travers le spiega che lei non è un demone come Buffy aveva sempre creduto erroneamente, bensì un Dio.
- Altri interpreti: Clare Kramer (Glory), Charlie Weber (Ben), Cynthia Lamontagne (Lydia), Oliver Muirhead (Philip), Kris Iyer (Nigel), Kevin Weisman (Dreg), Troy Blendell (Jinx), Amber Benson (Tara Maclay), Harris Yulin (Quentin Travers), Kristine Sutherland (Joyce Summers), Justin Gorence (Orlando), Peter Husmann (Mailman), Ace Mask (Prof. Roberts), John O'Leary (Membro del consiglio #5), Jack Thomas (Membro del consiglio #4), Erik Betts (Assassino #2 [non accreditato]), Jessica Biscardi (Consigliera #1 [non accreditato])

## Legami di sangue
- Titolo originale: Blood Ties
- Diretto da: Michael Gershman
- Scritto da: Steven S. DeKnight

### Trama
Buffy deve capire come sconfiggere Glory che essendo un Dio è un avversario estremamente ostico, Giles e Anya spiegano che esistono molte dimensioni infernali e che tutte mirano alla Terra per espandere il proprio dominio, infatti stando a quanto hanno scoperto gli Osservatori in passato Glory apparteneva a un gruppo formato da tre divinità che regnavano in una delle dimensioni demoniache più pericolose, in effetti la forza di Glory è ben superiore a quella che ha mostrato finora ma avendo raggiunto la Terra in una forma umana la sua potenza si è ridotta, inoltre questa dimensione influenza negativamente la sua stabilità mentale, per non cedere alla follia deve estrarre forza dalle menti umane portando così le persone alla pazzia, questo spiega i casi di ricovero in aumento.
Dato che è il ventesimo compleanno di Buffy, gli amici le fanno alcuni regali. Anche Dawn le regala una bella cornice con una loro foto all'interno quando andarono a trovare il padre a San Diego (un momento che in realtà non è mai avvenuto). Buffy rivela a Xander, Anya, Willow e Tara che Dawn è la Chiave che Glory sta cercando. Dawn decide di uscire di casa in piena notte e incrocia Spike il quale la porta al Magic Box, lì la ragazza trova gli appunti di Giles sulla Chiave e grazie a Spike li traduce scoprendo che essa è un'energia che può essere individuata da coloro che sono affetti da instabilità mentale o da serpenti evocati dalla magia, Dawn infatti ricorda che ogni volta che incrociava qualcuno che soffriva di una malattia mentale venava accusata di non essere reale oltre alla reazione che il mostro serpente aveva avuto quando la vide. Dawn inizia a sospettare di essere lei la Chiave, e ne trova conferma quando Spike legge gli appunti ad alta voce riguardo ai monaci che hanno tramutato la Chiave nella sorella della Cacciatrice.
Dawn scopre così di non essere un'umana, scappa di casa non sentendosi parte della famiglia Summers, tutti i ricordi che aveva di Buffy non sono reali. Ben, in ospedale, vede i Cavalieri di Bisanzio nel reparto psichiatrico, Glory li aveva attaccati e li ha fatti impazzire, un servo di Glory tenta di convincere Ben a essere collaborativo, ma lui non intende aiutare Glory anche perché la divinità non può nuocergli. Buffy all'inizio si arrabbia con Spike, ormai innamorato di lei, per ciò che è successo, ma poi capisce di essere la sola responsabile di quanto accaduto non avendo avuto il coraggio di essere onesta con Dawn.
Dawn va in ospedale e incontra Ben, lui vedendola giù di morale le tiene compagnia, ma quando Dawn gli rivela di essere la Chiave, Ben inizia a spaventarsi supplicandola di scappare per tenerla al riparo da Glory, ma poi inaspettatamente Ben si trasforma proprio in Glory la quale ha percepito che la Chiave è vicina. Glory riconosce in Dawn la sorella di Buffy, pretende di sapere da lei dove si nasconde la Chiave, infatti Glory e Ben condividono la stessa essenza fisica ma non i ricordi, non ha idea che Dawn avesse confessato a Ben di essere lei stessa la Chiave.
Dawn tenta di parlare con Glory per guadagnare del tempo, arrivano poi Buffy, Spike, Xander, Willow, Giles e Tara in suo aiuto, infine Glory viene allontanata dalla magia di Tara e Willow che riescono a teletrasportarla via dall'ospedale. Buffy dice a Dawn che il loro sangue è lo stesso, è il sangue delle Summers e la rassicura dicendole che lei è sua sorella, le due si abbracciano con affetto così tornano a casa insieme. Stranamente Dawn ha perso il ricordo di Ben mentre si era trasformato in Glory di conseguenza non ha idea di che fine abbia fatto il ragazzo.
- Altri interpreti: Clare Kramer (Glory), Charlie Weber (Ben), Troy Blendell (Jinx), Amber Benson (Tara Maclay), Kristine Sutherland (Joyce Summers), Justin Gorence (Orlando), Michael Emanuel (Guardia burbera), Joe Ochman (Bidello), Paul Bates (Pazzo #1), Carl J. Johnson (Pazzo #2), Candice Nicole (Buffy da giovane), Elyssa D. Vito (Dawn da giovane), Scott Rhodes (Monaco demone [non accreditato])

## Cotta
- Titolo originale: Crush
- Diretto da: Daniel Attias
- Scritto da: David Fury

### Trama
Drusilla torna a Sunnydale in treno uccidendo gli altri passeggeri e anche il capo-stazione una volta giunta alla fermata ferroviaria. A Buffy non piace il fatto che Dawn trascorra il suo tempo con Spike avendo capito che la sua sorellina ha un debole per il vampiro, tuttavia Dawn le spiega che a dispetto di tutto Spike ha occhi solo per Buffy facendole prendere coscienza del fatto egli si è innamorato della Cacciatrice.
Buffy infatti inizia a notare dei comportamenti strani da parte di Spike, prima quest'ultimo tenta di conversare amichevolmente con lei al Bronze e poi lo sorprende a chiacchierare in allegria con Joyce e Dawn. Spike invita Buffy a seguirlo in un covo di vampiri che forse potrebbero avere delle informazioni su Glory, una volta giunti sul posto Buffy capisce che quella pista non porta a niente e che era semplicemente un pretesto di Spike per trascorrere del tempo con lei.
Spike finalmente le confessa i propri sentimento, ma Buffy lo respinge con fermezza, lui giura di essere diventato una persona migliore solo per amore, ma Buffy gli fa capire che ciò è dovuto solo al chip nel cervello che frena i suoi impulsi omicidi, lui è comunque un essere malvagio. Spike, nella propria cripta, incontra Drusilla, vorrebbe tornare con lui invitandolo a seguirla a Los Angeles, Darla è tornata in vita e Drusilla l'ha trasformata nuovamente in un vampiro, vogliono provare a convincere Angel a schierarsi nuovamente della loro parte. Drusilla è ben consapevole che il Commando ha impiantato nel cervello di Spike il chip che gli impedisce di far del male alle persone, ma per lei non fa differenza, lo rivuole comunque al suo fianco. Harmony tenta di mandare via Drusilla, ma Spike la tratta male preferendo Drusilla a lei, i due poi vanno al Bronze e Drusilla spezza l'osso del collo a una ragazza permettendo a Spike di nutrirsi del suo sangue.
Buffy va a trovare Spike nella cripta scoprendo che lui ha delle sue foto e dei suoi ritratti, oltre ad aver fatto un manichino con le sembianze di Buffy, comprendendo quando il vampiro sia ossessionato da lei. Sopraggiungono Spike e Drusilla, quest'ultima fa perdere i sensi a Buffy con teaser elettrico, tuttavia Spike inaspettatamente usa il teaser contro la stessa Drusilla che infatti sviene. Quando Buffy riprende i sensi Spike si offre di uccidere Drusilla, la donna che per tanto tempo ha amato, come segno d'amore, in verità Drusilla già da tempo sospettava che Spike si fosse innamorato di Buffy. Interviene Harmony la quale, arrabbiata per il rifiuto di Spike, lo aggredisce, intanto Drusilla tenta di uccidere Buffy che però viene salvata da Spike il quale mette in fuga Drusilla oltre a sconfiggere Harmony. Dopo quanto accaduto Buffy torna a casa, inorridita da come Spike si è comportato, non volendo più avere nulla a che fare con lui.
- Altri interpreti: Mercedes McNab (Harmony Kendall), Charlie Weber (Ben), Amber Benson (Tara Maclay), Juliet Landau (Drusilla), Kristine Sutherland (Joyce Summers), Jennifer Bergman (Girl in Bronze), Walter Borchert (Jeff), Frederick Dawson (Porter), Joe DiGiandomenico (Matt), Asher Glaser (Ragazzo al Bronze), Nell Shanahan (Cameriera), Greg Wayne (Studente), Christopher J. Marcinko (Vampiro #3 [non accreditato])
- Musiche:
  - mentre Spike e Drusilla ballano al Bronze si sente Key dei Devics.

## La ragazza dei sogni
- Titolo originale: I Was Made to Love You
- Diretto da: James A. Contner
- Scritto da: Jane Espenson

### Trama
Joyce ha conosciuto un uomo e inizia a uscire con lui, in effetti Buffy e Dawn sono molto contente per la madre, la loro è tornata a essere una famiglia felice, intanto Ben, attratto da Buffy, le chiede di uscire con lui. Una ragazza molto bella di nome April giunge a Sunnydale, sta cercando il suo fidanzato con ossessione, si chiama Warren Meers, incontra Buffy e Spike a una festa e li scaraventa via con violenza, dando prova di avere una forza sovrumana, chiaramente April non è un essere umano.
Willow fa qualche ricerca su Warren scoprendo che aveva frequentato con loro il liceo, per un semestre, ma poi lasciò Sunnydale, tuttavia è ritornato recentemente. Buffy va a casa di Warren per dei chiarimenti, egli ammette che si sentiva solo e creò April, un robot configurato per amarlo incondizionatamente, tuttavia Warren si annoiava con lei e poi conobbe Katrina a un corso di ingegneria, si è innamorato di lei e decise di abbandonare April, che però è riuscita a rintracciarlo, tuttavia Warren spiega a Buffy che April è alimentata da delle batterie che a breve dovrebbero esaurirsi.
Quando Katrina scopre che Warren aveva creato un robot allo scopo di amarlo, ne rimane sconvolta e decide di lasciarlo. Warren, in maniera meschina, decide di rivoltare April contro Buffy facendole credere di amare la Cacciatrice, infatti il robot essendo geloso e possessivo nei confronti di Warren, attacca Buffy credendo che lei sia la sua rivale in amore. Buffy e April si affrontano ma quest'ultima si sta indebolendo, le batterie infatti stanno per esaurirsi, a breve si disattiverà da sola. Buffy le tiene compagnia, in qualche modo prova compassione per lei dato che Warren non ha fatto che usarla, April continua a illudersi che tornerà da lei e infine si disattiva completamente.
Spike si presenta da Warren obbligandolo a creare un altro robot con fattezze femminili, lo vuole tutto per sé, tuttavia dovrà avere le sembianze di Buffy. Quest'ultima decide di non uscire con Ben, adesso non è pronta per avere un ragazzo al proprio fianco, deve imparare a stare da sola. Buffy torna a casa e vede steso sul divano il corpo senza vita di Joyce.
- Altri interpreti: Clare Kramer (Glory), Charlie Weber (Ben), Shonda Farr (April), Adam Busch (Warren Meers), Troy Blendell (Jinx), Amber Benson (Tara Maclay), Kristine Sutherland (Joyce Summers), Gil Christner (Residente), Paul Darrigo (Autista), Kelly Felix (Teenager), Amelinda Smith (Katrina), Paul Walia (Amico), Elizabeth Jarosz (Studente [non accreditato])

## Un corpo freddo
- Titolo originale: The Body
- Diretto da: Joss Whedon
- Scritto da: Joss Whedon

### Trama
Buffy chiama i soccorsi, arrivano i paramedici che riescono a rianimare Joyce, la quale viene portata in ospedale, è fuori pericolo, tuttavia in realtà è solo un parto dell'immaginazione di Buffy, infatti i paramedici non sono stati capaci di salvarla, la dichiarano morta affermando che Joyce era deceduta già molto prima che Buffy tornasse a casa, adesso devono portarla nello studio del coroner che attraverso un'autopsia accerterà la causa di morte.
Mentre Dawn è a scuola, nel bel mezzo di una lezione, viene raggiunta da Buffy che le rivela ciò che è successo, Dawn si mette a urlare straziata dal dolore. Non solo per le sorelle Summers, ma anche per i loro amici la morte di Joyce è un duro colpo, tutti le volevano bene. Buffy e Dawn vanno in ospedale accompagnate da Giles, Xander, Tara, Anya e Willow, il medico che teneva in cura Joyce spiega a Buffy e alla sorellina che la madre è deceduta per un aneurisma causato dalla rottura di un vaso sanguineo in prossimità della zona in cui il tumore era stato rimosso durante l'operazione, confermando che Joyce è morta sul colpo, non ha sofferto.
Dawn va nell'obitorio senza farsi vedere dagli altri, desidera guardare il corpo della madre, ma lì un uomo ritorna in vita come vampiro e aggredisce la ragazza, arriva Buffy in suo aiuto e uccide il vampiro decapitandolo. Dopo lo scontro Buffy e Dawn, con uno sguardo quasi inespressivo, guardano il cadavere di Joyce con la consapevolezza che quella non è più la loro mamma, ma solo un corpo senza vita.
- Altri interpreti: Randy Thompson (dott. Kriegel), Amber Benson (Tara Maclay), Kristine Sutherland (Joyce Summers), Loanne Bishop (Operatrice del 911), J. Evan Bonifant (Kevin), Kevin Cristaldi (Primo paramedico), Kelli Garner (Kirstie), John Michael Herndon (Vampiro), Rae'Ven Larrymore Kelly (Lisa), Tia Matza (Insegnante), Stefan Umstead (Secondo paramedico)
- Nota: l'episodio è privo di musica per aumentare la drammaticità della trama.

## Per sempre
- Titolo originale: Forever
- Diretto da: Marti Noxon
- Scritto da: Marti Noxon

### Trama
È il giorno del funerale di Joyce e Buffy deve occuparsi di tutto. Dawn si sente messa da parte e preferisce passare la notte da Willow e Tara. Buffy ha una gradita sorpresa: Angel è tornato a Sunnydale per starle vicino in questo brutto momento. I due passano la notte al cimitero a parlare, finiscono persino col baciarsi. Xander e Willow, uscendo dalla casa di Buffy, incontrano Spike con un mazzo di fiori. Xander, credendo che i fiori fossero un mezzo per far colpo su Buffy, aggredisce verbalmente il vampiro, accusandolo di voler approfittare del suo dolore, ma Spike risponde che gli importava davvero di Joyce in quanto era l'unica che lo trattava come una persona normale. Xander non si convince e Spike, arrabbiato, lascia il mazzo a terra e se ne va. Willow fa notare a Xander che non c'è alcun biglietto firmato nel mazzo di fiori, così i due capiscono che il gesto di Spike non nascondeva secondi fini.
Dawn non si rassegna alla perdita della madre, chiede persino a Tara e Willow se è possibile usare la magia per riportarla in vita. Willow tenta di affrontare la cosa con delicatezza al contrario di Tara che invece proibisce tassativamente questa possibilità, spiegandole che la magia non deve interferire con il legame tra la vita e la morte, tanto che in passato gli stregoni giurarono che non avrebbero mai usato la magia per un tale scopo. Tuttavia Willow, senza farsi notare da Tara, usa la magia per portare all'attenzione di Dawn un libro di stregoneria.
Jinx, un servo di Glory, si rivolge a Ben chiedendogli di usare la sua amicizia con Buffy per scoprire dove si nasconde la Chiave, ma Ben (per proteggere Dawn) non intende collaborare mettendo in chiaro che non metterà in pericolo la vita di una persona innocente. Ben capisce però di aver commesso un errore, avendo fatto comprendere a Jinx che la Chiave è diventata una persona umana. Ben pugnala Jinx in modo da ucciderlo ed evitare che possa rivelare a Glory tutto quanto, tuttavia Jinx sopravvive e viene medicato da Glory e dai suoi servi, informandola di aver scoperto la verità, cioè che la Chiave esista in una forma umana.
Dawn si documenta e decide di resuscitare la madre, Spike la sorprende nel cimitero mentre raccoglie della terra, intuisce rapidamente che Dawn vuole usare la magia nera per riportare in vita Joyce, decide dunque di aiutarla. Spike la porta da un demone di nome Doc il quale le rivela che, per portare a termine l'incantesimo, serve l'uovo del demone Ghora. Spike e Dawn trovano il demone in una grotta, Spike lo ferisce con un'ascia e quindi Dawn ne approfitta per rubargli un uovo. Tara nota l'assenza del libro che Dawn ha prelevato, Willow capendo di aver sbagliato a incoraggiare Dawn a usare quell'incantesimo avvisa Buffy.
Dawn, usando una foto di Joyce per incanalare l'energia dell'incantesimo, riporta in vita sua madre la quale si dirige a casa, intanto Buffy viene a sapere dell'incantesimo e corre subito da Dawn pregandola di rompere il sortilegio perché quella che ha invocato non è Joyce, ma una sua versione oscura. Dawn è irremovibile, rivuole indietro sua madre, Buffy le tira uno schiaffo pentendosene subito dopo, chiedendole scusa, anche lei ammette che sente la mancanza della madre sapendo che ora tocca a lei sobbarcarsi ogni responsabilità. Ad un tratto Joyce bussa alla porta, a quel punto Buffy, perdendo la propria compostezza, sopraffatta dalla felicità di rivedere l'amata madre, apre la porta con entusiasmo ma non c'è nessuno, infatti Dawn ha strappato la fotografia di Joyce annullando l'incantesimo, infine Buffy e Dawn si abbandonano al dolore e si abbracciano.
- Altri interpreti: David Boreanaz (Angel), Clare Kramer (Glory), Charlie Weber (Ben), Troy Blendell (Jinx), Amber Benson (Tara Maclay), Joel Grey (Doc), Alan Henry Brown (Funeral Director), Darius Dudley (Minister), Todd Duffey (Murk), Andrea Gall (Cliente), Noor Shic (Signora con Rosary), Annie Talbot (Signora con bambino)
- Musiche:
  - Giles ascolta Tales of Brave Ulysses dei Cream per ricordare Joyce.

## Pronto intervento
- Titolo originale: Intervention
- Diretto da: Michael Gershman
- Scritto da: Jane Espenson

### Trama
Buffy confessa a Giles che, dopo la morte di Joyce, inizia a covare delle incertezze sulla propria figura di Cacciatrice, Joyce era la persona che più amava ma sente di non averglielo saputo dire nel modo giusto, è stata severa con Dawn dopo la morte della madre, oltre al fatto che è stata abbandonata da Riley avendo sabotato la loro relazione con la propria inaccessibilità emotiva. Buffy essendo una Cacciatrice ha votato la propria vita alla violenza e ora teme che tutto ciò l'abbia trasformata in una persona priva di empatia, Giles la convince a lasciare la città per pochi giorni insieme a lui, in modo da aiutarla a ritrovare equilibrio.
Warren riesce a costruire una versione robotica di Buffy tutta per Spike, la quale è allegra, spensierata e poco perspicace. Spike è più che soddisfatto, intanto Anya e Xander perlustrano il cimitero, e vedono la Buffy robot, loro credono erroneamente che sia quella vera trovando strano che sia lì dato che pensavano che fosse in viaggio con Giles, poi arrivano dei vampiri e a quel punto Spike, Anya, Xander e la Buffy robot li uccidono. Glory deve capire chi sia la Chiave, e dato che la Cacciatrice la protegge intuisce che sia qualcuno a lei vicino, i servi di Glory confondendo la Buffy robot per quella vera, vedendo la premura con cui tratta Spike, ipotizzano che quest'ultimo sia la Chiave.
Intanto durante il loro ritiro, Giles e Buffy vanno in un deserto, Buffy si incammina da sola e vede un puma che le fa da guida, calata la notte accende un fuoco e appare la Prima Cacciatrice la quale le spiega che l'amore è un grande potere ed è per questo che Buffy lo respinge, perché ne è spaventata, dato che l'amore provoca dolore, ma è nella sofferenza che una Cacciatrice trova la sua forza. La Prima Cacciatrice in maniera enigmatica afferma che l'amore permetterà a Buffy di comprendere l'importanza del dono che lei ha da offrire, ovvero la morte.
Xander e Anya raccontano a Willow e Tara di aver visto Buffy (a loro insaputa il robot) fare sesso con Spike. Successivamente Xander va a trovare Spike nella cripta ma arrivano i servi di Glory che rapiscono il vampiro e lo portano al cospetto della divinità. Xander ritiene doveroso salvare Spike tenendo presente che quest'ultimo sa che Dawn è la Chiave e potrebbe rivelarlo a Glory, arriva poi la vera Buffy che vedendo la sua sosia capisce subito che è un robot costruito da Warren. Intanto Glory comprende subito che Spike, essendo un vampiro, non può essere assolutamente la Chiave, lo incatena torturandolo per sapere l'identità della Chiave ma lui non parla.
Spike, provocando Glory, riesce a farsi attaccare da quest'ultima e a liberarsi dalle catene, tenta la fuga ma viene raggiunto dai servi di Glory, tuttavia in suo aiuto arrivano Buffy, Xander, Giles e la Buffy robot che affrontano i demoni di Glory e scappano portando in salvo il vampiro. Durante lo scontro un servo di Glory aveva colpito la Buffy robot disattivandola, intanto Giles e Xander portano un malridotto Spike nella sua cripta.
Mentre Spike è tutto solo viene raggiunto dalla Buffy robot la quale gli spiega che Willow è riuscita a ripararla, vuole rivelare a Glory l'identità della Chiave in modo che la divinità non prenda più di mira Spike, ma lui le proibisce di farlo perché se Glory dovesse fare del male a Dawn ciò farebbe cadere Buffy nella disperazione e questo Spike non sarebbe capace di accettarlo. La Buffy robot bacia Spike il quale capisce che in realtà quella è la vera Buffy, doveva accertarsi che Spike non avesse rivelato a Glory che Dawn è la Chiave. Non intende restituirgli il robot perché approfittarne sarebbe perverso e immorale, facendo capire a Spike che ciò che lo univa alla versione robotica di Buffy era un'illusione, al contrario quello che ha fatto per proteggere Dawn invece è stato reale, è ormai evidente che Buffy sta iniziando a provare qualcosa per lui.
- Altri interpreti: Clare Kramer (Glory), Adam Busch (Warren Meers), Troy Blendell (Jinx), Amber Benson (Tara Maclay), Kelly Donovan (Xander Harris), Todd Duffey (Murk), Sharon Ferguson (Prima Cacciatrice)

## Contrasti d'amore
- Titolo originale: Tough Love
- Diretto da: David Grossman
- Scritto da: Rebecca Kirshner

### Trama
Buffy lascia l'università, inoltre scopre dalla preside del liceo di Dawn che la sorellina ha saltato diverse lezioni. Ben non riuscendo più a gestire i problemi derivati da Glory, costretto a dividere la propria vita con lei, perde il lavoro all'ospedale.
Buffy, essendo l'unica che può prendersi cura di Dawn, decide di essere per lei una figura più autoritaria, preferendo usare con Dawn una linea più severa. Willow non approva i metodi che Buffy vuole usare con Dawn, ma Tara la invita a essere comprensiva con l'amica vista la responsabilità che Buffy deve assumersi. La conversazione si trasforma in un litigio tra le due streghe, infatti Willow ha notato che Tara nutre delle incertezze sulla loro relazione, effettivamente Tara ammette che Willow si sta evolvendo come persona, è pure spaventata notando che è diventata rapidamente una strega molto competente, inoltre ha paura che i sentimenti che prova per Tara siano solo una fase di passaggio per lei.
Giles cattura un servo di Glory e minacciando di torturarlo gli estorce una confessione: stava spiando gli amici di Buffy e avendo scoperto che Tara è stata l'ultima a entrare nel gruppo, ha erroneamente creduto che quest'ultima è la Chiave e ora Glory ha deciso di prenderla di mira. Tara va a un festival e Glory si avvicina a lei, capisce subito che Tara non è la Chiave, a quel punto le stritola la mano destra e tenta con le cattive di costringerla a rivelarle l'identità della Chiave, ma Tara non intende parlare. Arriva Willow ma è troppo tardi, Glory per punire Tara del suo silenzio ha privato la ragazza della ragione e ora lei è in uno stato delirante.
Tara viene portata in ospedale dove le viene medicata la mano, Willow è fuori di sé dalla rabbia, vuole affrontare Glory ma Buffy apparentemente la convince a rinunciare alla vendetta dato che il Dio è troppo forte e non riuscirebbe mai a sconfiggerla. Spike fa notare a Buffy quanto sia stato ingenuo da parte sua aver creduto che Willow avesse accantonato il suo desiderio di affrontare Glory dal momento che quest'ultima ha fatto del male alla ragazza che ama, infatti Willow usando la magia nera, raggiunge la villa di Glory sfidandola. La strega mette in difficoltà il Dio tuttavia la magia non può ucciderla, infine Glory riesce a sottometterla. Proprio quando stava per ucciderla, interviene Buffy che affronta Glory riuscendo a sopraffarla, infine Willow blocca il Dio con la magia, così lei e Buffy scappano, Glory comunque promette a entrambe che regoleranno i conti.
Willow porta Tara al dormitorio dell'università, dove lei, Buffy e Dawn accudiscono la ragazza, arriva Glory e in quel momento nota che Tara, per via del suo stato demenza, guardando Dawn la descrive come un'essenza di luce, ha riconosciuto in lei la Chiave, e adesso Glory si appresta a rapirla.
- Altri interpreti: Clare Kramer (Glory), Charlie Weber (Ben), Troy Blendell (Jinx), Anne Betancourt (Preside Stevens), Leland Crooke (Prof. Lillian), Amber Benson (Tara Maclay), Todd Duffey (Murk), Alan Heitz (Slook), Pat Skipper (Dottore [non accreditato])

## Spirale di violenza
- Titolo originale: Spiral
- Diretto da: James A. Contner
- Scritto da: Steven S. DeKnight

### Trama
L'episodio inizia da dove si era conclusa la puntata precedente, Glory ha scoperto che la Chiave è Dawn, a quel punto Willow usa la magia per impedire al Dio di entrare nel dormitorio permettendo così a Buffy e Dawn di darsi alla fuga, Glory le raggiunge venendo comunque investita da un camion, infine si trasforma in Ben, mentre Buffy fugge con Dawn. Ormai Buffy ha capito che la situazione è insostenibile, Glory è un Dio e nessun arma in loro possesso può ucciderla, l'unica possibilità è fuggire da Sunnydale.
Buffy, Dawn, Spike, Willow, Tara, Anya, Xander e Giles lasciano la città a bordo di un camper, ma lungo la strada arrivano i Cavalieri di Bisanzio in sella ai loro cavalli, uno di loro lancia un giavellotto che perfora il parabrezza ferendo Giles che era alla guida, il mezzo si capovolge, tuttavia sopravvivono e trovano riparo in una stazione di servizio abbandonata. I Cavalieri di Bisanzio li raggiungono ma Willow, usando il più potente degli incantesimi di protezione, genera un campo di forza che isola la struttura, inoltre prendono in ostaggio il loro generale, Gregor.
Willow spiega a Buffy che la barriera durerà al massimo mezza giornata, intanto Buffy estorce delle informazioni a Gregor su Glory: lui le spiega che la Chiave e Glory sono nate in contemporanea, quest'ultima apparteneva a un triumvirato costituito da tre divinità portatrici di caos e disperazione che presero il controllo di una dimensione demoniaca, ma Glory divenne più potente e malvagia rispetto alle altre due divinità, che infatti temendola si rivoltarono contro di lei e la sconfissero vincolandola sulla Terra nel corpo di un umano (ovvero Ben) egli è nato per volere del destino affinché contenesse l'essenza divina di Glory.
Gregor fa capire a Buffy che Glory può morire soltanto se si uccidesse l'umano che la ospita, i Cavalieri di Bisanzio non hanno mai scoperto la sua identità, per molto tempo l'umano ha soppresso l'essenza di Glory ma lei, proprio quando stava esaurendo tutta la sua forza, è riuscita a far riemergere parzialmente la sua essenza, e ora lei e l'umano condividono lo stesso corpo, ciascuno dei due può sostituirsi all'altro a fasi alterne. Ciò a cui mira Glory è tornare nella dimensione demoniaca da cui era stata bandita, ma le serve la Chiave che infatti ha il potere di creare un varco tra le due dimensioni. Il problema è che il potere della Chiave è incontenibile, quando si attiverà non si limiterà ad aprire un varco solo nella dimensione demoniaca di Glory, bensì aprirà dei varchi che accederanno a tutte le dimensioni demoniache e a quel punto la Terra diverrà preda delle forze del male, è per questo che i Cavalieri di Bisanzio devono uccidere la Dawn, per impedire questo scenario catastrofico.
Giles ha bisogno di essere medicato, Buffy e Xander fanno tenere presente ai Cavalieri di Bisanzio che, essendo soggetti alle regole della cavalleria, devono consentire a Giles di essere curato. Buffy telefona a Ben che raggiunge la stazione di servizio, i Cavalieri di Bisanzio gli permettono di passare, Ben tenta di medicare Giles, ma poi si trasforma in Glory sotto lo sguardo di tutti, il Dio prima uccide Gregor e poi con un pugno si crea un varco nel campo di forza, fugge portando con sé Dawn e uccidendo tutti i Cavalieri di Bisanzio.
- Altri interpreti: Clare Kramer (Glory), Charlie Weber (Ben), Wade Williams (Generale Gregor), Karim Prince (Dante Chevalier), Amber Benson (Tara Maclay), Paul Bates (Pazzo #2), Jack Donner (chierico #1), Todd Duffey (Murk), Justin Gorence (Orlando), Carl J. Johnson (Pazzo #3), Lily Knight (Gronx), Bob Morrisey (Pazzo #1), Mary Sheldon (Infermiera);

## Il peso del mondo
- Titolo originale: The Weight of the World
- Diretto da: David Solomon
- Scritto da: Douglas Petrie

### Trama
Buffy, traumatizzata dal rapimento della sorella, è completamente assente, ignora tutto quello che le succede attorno, Spike spiega a tutti che Ben in realtà è la controparte umana di Glory, ha compreso che quest'ultima deve aver fatto un incantesimo per far sì che, se qualcuno vedesse uno dei due trasformarsi nell'altro, ne perda il ricordo, Spike intuisce che l'incantesimo funziona solo con gli umani ma lui è un vampiro ed è per questo che ricorda quanto accaduto.
Coloro che Glory ha fatto impazzire, ormai asserviti a lei, costruiscono una torre dove Dawn aprirà il varco per il regno di Glory. Quest'ultima è in parte dispiaciuta per il supplizio che Dawn sta vivendo, Glory inizia a provare un forte senso di disagio, infatti percepisce le emozioni umane di Ben, ormai i ricordi e le sensazioni di Ben e Glory si stanno intersecando, infine Glory si trasforma in Ben e quest'ultimo scappa con Dawn in modo da metterla in salvo.
Willow, per aiutare Buffy a ritornare in sé, fa un incantesimo che le permette di entrare nella mente dell'amica, vede la sua infanzia, il ritiro nel deserto dove la Prima Cacciatrice affermava che la morte è il dono di Buffy, inoltre la vede mentre uccide Dawn soffocandola con un cuscino, tuttavia c'è un ricordo che più volte si manifesta anche se sembra privo di importanza, un giorno davanti a una libreria del Magic Box Buffy mette a posto un libro, Willow ne intuisce che nasconde un significato.
Spike e Xander vanno da Doc sperando che quest'ultimo conosca qualche informazione utile su Glory, infatti la conosce rivelando ai due che il suo vero nome è Glorificus, affermando che è troppo potente e che dunque è meglio non averla come nemica. Spike nota che Doc cerca di tenere al sicuro un piccolo scrigno, a quel punto Doc attacca sia Spike che Xander rivelandosi un devoto servo di Glory, tuttavia Xander infilza Doc con una spada, apparentemente lo uccide ma in realtà sopravvive.
Mentre Ben fugge con Dawn, improvvisamente si trasforma in Glory, le loro personalità ma anche le loro distinte identità si affrontano, si trasformano ripetutamente l'una nell'altro in modo da conversare, e anche se l'intento di Ben era quello di proteggere Dawn, alla fine Glory lo convince a collaborare con lei e con la promessa che quando tornerà nella propria dimensione infernale Ben potrà seguirla e lì gli donerà l'immortalità, infine Ben prende il sopravvento ma decide di riportare Dawn alla torre, ormai ha accettato l'offerta di Glory.
Willow, nella mente di Buffy, conversa con lei e ammette che quel giorno, davanti alla libreria, aveva deciso di arrendersi, ormai convinta che Glory l'avrebbe sconfitta, lo motivo per cui immagina di uccidere Dawn è perché nella morte della sorella aveva visto una via di fuga dalle proprie responsabilità, infine il rimorso ha preso il sopravvento quando Glory ha rapito Dawn. Willow le spiega che non c'è nulla di sbagliato nell'aver desiderato di sottrarsi alla responsabilità di proteggere la sorella, tuttavia Dawn morirà per davvero se Buffy non reagisce, infine la Cacciatrice torna in sé, si mette a piangere facendosi abbracciare da Willow.
Giles ha studiato le pergamene che Spike e Xander hanno trovato nello scrigno che Doc custodiva, viene spiegato in cosa consiste il rito che permetterà alla Chiave di aprire i portali dimensionali per i regni demoniaci, l'Osservatore spiega a Buffy che se il rito avrà inizio solo la morte di Dawn potrà interromperlo.
- Altri interpreti: Clare Kramer (Glory), Charlie Weber (Ben), Dean Butler (Hank Summers), Lily Knight (Gronx), Bob Morrisey (Pazzo #1), Amber Benson (Tara Maclay), Joel Grey (Doc), Kristine Sutherland (Joyce Summers), Paul Bates (Pazzo #2), Todd Duffey (Murk), Carl J. Johnson (Pazzo #3), Matthew Lang (Seguace alto sacerdote), Alexandra Lee (Buffy da giovane)

## Il dono
- Titolo originale: The Gift
- Diretto da: Joss Whedon
- Scritto da: Joss Whedon

### Trama
L'episodio inizia con un ragazzo che fugge da un vampiro in piena notte, finendo nel vicolo dietro al Magic Box, proprio quando il vampiro era sul punto di aggredire la sua preda interviene Buffy che, con qualche difficoltà, uccide il vampiro salvando il ragazzo.
Giles spiega a Buffy che la Chiave aprirà i portali dimensionali solo quando la sua energia defluirà, e dal momento che la Chiave è umana sarà necessario farla sanguinare affinché ciò accada, se il rituale dovesse avere inizio il sangue di Dawn dovrebbe smettere di circolare per interromperlo, ciò significa che davanti a una tale eventualità bisognerà ucciderla. Buffy mette in chiaro che la morte di Dawn non è contemplabile, ormai la ama come una sorella, è parte di lei, ha sacrificato Angel in passato ma questa volta non è disposta a tanto, se Dawn morirà smetterà di essere la Cacciatrice. Willow fa tenere presente che il rituale può essere fatto in un solo determinato momento, se dovessero impedirlo la Chiave diverrebbe inutilizzabile.
Xander chiede ad Anya di sposarlo, non perché dà per scontato che moriranno, ma perché non ha dubbi sul fatto che riusciranno a sopravvivere, e lei gli risponde di sì. L'unica cosa che resta da capire è dove si terrà il rituale, finché non si rendono conto che Tara può condurli lì dal momento che, essendo impazzita per colpa di Glory, è attratta da lei e sa dove localizzarla.
Il rituale sta per iniziare, Dawn viene legata in cima alla torre, in suo aiuto arriva Buffy, insieme a Spike, Giles, Tara, Anya, Xander e Willow, quest'ultima usa un incantesimo per invertire il sortilegio di Glory su Tara restituendo alla strega la propria sanità mentale, Tara torna come prima mentre Glory si indebolisce, Buffy affronta Glory mettendola in difficoltà, ma Glory la sconfigge decapitandola, scoprendo però che quella era la Buffy robot che Willow aveva riconfigurato. Buffy, con il martello di Olaf, colpisce ripetutamente Glory riuscendo a sconfiggerla, infatti Anya aveva suggerito a Buffy di usare il martello dato che apparteneva al dio dei troll, essendo infatti un'arma divina era l'ideale per sottomettere un Dio.
Glory si trasforma in Ben e a quel punto Buffy, non avendo il coraggio di uccidere un essere umano, decide di risparmiarlo, ma chiede a Ben di avvisare Glory affinché da ora le stia lontana, infine Ben le promette che il Dio non le darà più fastidio. Buffy si allontana e Ben sorride con aria compiaciuta, infatti le ha mentito, tuttavia arriva Giles che lo soffoca uccidendolo (e con lui Glory) sapendo che se non fosse morto Glory avrebbe rovinato la vita a Buffy.
Tutto sembra risolversi per il meglio, ma in cima alla torre Doc raggiunge Dawn e le infligge vari tagli con un coltello, il sangue della ragazza viene versato, Willow usa la magia per mettere fuori combattimento i servi di Glory permettendo così a Spike di raggiungere Dawn, tuttavia Doc sconfigge facilmente Spike. I portali dimensionali iniziano ad aprirsi, Buffy raggiunge Dawn e uccide Doc buttandolo giù dalla torre, le dimensioni demoniache accederanno alla Terra se Dawn non morirà.
Dawn è disposta a morire pur di impedire la distruzione del mondo, il suo sangue deve smettere di circolare, ma Buffy non intende permetterglielo, poi realizza che la Chiave, cioè Dawn, adesso esiste come umana, come la sorella della Cacciatrice, hanno lo stesso sangue, quindi se Buffy muore il suo sacrificio sarà valido quanto quello di Dawn, ora ha capito che è questo che la Prima Cacciatrice voleva dirle quando pronunciò le parole «La morte è il tuo dono».
Buffy muore gettandosi nella massa di energia che il sangue di Dawn aveva liberato, dopo aver salutato con affetto la sorella; la sua morte chiude i portali dimensionali, i suoi amici trovano poi il corpo senza vita di Buffy ai piedi della torre, il suo sacrificio ha salvato il mondo oltre che Dawn.
- Altri interpreti: Clare Kramer (Glory), Charlie Weber (Ben), Amber Benson (Tara Maclay), Joel Grey (Doc), Todd Duffey (Murk), Josh Jacobson (Teenager), Tom Kiesche (Vampiro), Craig Zimmerman (Seguace n. 1)
- Nota: questo è il 100° episodio della serie e il Previously on... contiene fotogrammi di tutti i 99 episodi precedenti dell'intera serie.